# Джеральд Тейлор
Джеральд Тейлор (ісп. Gerald Taylor, нар. 28 травня 2001, Лимон) — костариканський футболіст, захисник шотландського клубу «Гартс», який грає в оренді з клубу «Сапрісса», та національної збірної Коста-Рики.

## Клубна кар'єра
Джеральд Тейлор народився 2001 року в місті Лимон. Займався в юнацьких командах футбольних клубів «Каріарі» та «Сапрісса». У 2021 році футболіста перевели до головної команди клубу «Сапрісса», проте відразу до основного складу він не пробився, і керівництво клубу віддало Тейлора в оренду до клубу «Уругвай де Коронадо». У 2022 році футболіст повернувся до «Сапрісси», і цього разу став гравцем основного складу клубу. З 2024 року керівництво клубу відправило футболіста в річну оренду до шотландського клубу «Гартс».

## Виступи за збірні
У 2023 році Джеральд Тейлор залучався до складу молодіжної збірної Коста-Рики. На молодіжному рівні зіграв в 11 офіційних матчах. Того ж року Тейлор дебютував у складі національної збірної Коста-Рики. У складі збірної був учасником розіграшу Кубка Америки 2024 року у США. Станом на листопад 2024 року зіграв у складі збірної 8 матчів, у яких відзначився 1 забитим м'ячем.